# Filippo Baroncini
Filippo Baroncini (Massa Lombarda, 26 de agosto de 2000) é um desportista italiano que compete no ciclismo na modalidade de rota. Ganhou uma medalha de ouro no Campeonato Mundial de Ciclismo em Estrada de 2021 e  uma medalha de prata no Campeonato Europeu de Ciclismo em Estrada de 2021, ambas na prova de rota sub-23.

## Medalheiro internacional
| Campeonato Mundial | Campeonato Mundial  | Campeonato Mundial | Campeonato Mundial |
| Ano                | Lugar               | Medalha            | Competição         |
| ------------------ | ------------------- | ------------------ | ------------------ |
| 2021               | Flandres ( Bélgica) | Medalha de ouro    | Estrada sub-23     |
| Campeonato Europeu |                     |                    |                    |
| Ano                | Lugar               | Medalha            | Competição         |
| 2021               | Trento ( Itália)    | Medalha de prata   | Estrada sub-23     |

## Palmarés
- 2021
  - 1 etapa do Giro Ciclistico d'Itália
  - 1 etapa de L'Étoile d'Or
  - 2.º no Campeonato Europeu em Estrada sub-23 
  - Campeonato Mundial em Estrada sub-23